# Veronica (film)
Veronica este un film românesc din 1973, regizat de Elisabeta Bostan, în rolurile principale apar Lulu Mihăescu, Margareta Pâslaru și Dem Rădulescu. Scenariul filmului muzical este scris de Vasilica Istrate si Elisabeta (Zizi) Bostan, fiind inspirat de lumea fabulelor lui La Fontaine. Demersul moralizator este învăluit într-o fermecătoare mantie de fantezie, tandrețe și voie bună.

## Rezumat
Veronica (Lulu Mihăescu) este o fetiță zvăpăiată care trăiește într-un cămin de copii. Când împlinește vârsta de 5 ani, Zâna cea bună îi dăruiește o traistă fermecată, care-i poate îndeplini orice dorință. Există o condiție: stăpăna ei trebuie să fie cuminte, darnică și prietenoasă cu cei din jur. Veronica uită promisiunea făcută Zânei cele bune, hotărând să păstreze traista doar pentru ea. Egoismul ei o face să rămână fără cadoul minunat.
Plină de regret Veronica pleacă în căutarea ei în lumea basmelor, intrând în pădurea fermecată, începând o călătorie de inițiere. Veronica va întâlni răutate, șiretenie și minciună, dar va învăța și ce înseamnă prietenia adevărată, bunătatea, altruismul și curajul. Ajutată de mulți prieteni noi, se va întoarce acasă printre colegi, mai înțeleaptă dar și mai generoasă.

## Distribuție
- Lulu Mihăescu — fetița Veronica
- Margareta Pâslaru — Educatoarea / Zâna cea bună
- Dem Rădulescu — Bucătarul / motanul Dănilă
- Vasilica Tastaman — Vulpea cea șireată
- Angela Moldovan — îngrijitoarea Smaranda
- George Mihăiță — șoricelul Aurică
- Mihai Stan — Corbul
- Valli Niculescu — șoricioaica Mini-Cranț
- Cornel Patrichi — Licuriciul
- Ștefan Thury — dublură Aurică (dans) (sursa: https://www.news.ro/cultura-media/balerinul-si-coregraful-thury-stefan-cunoscut-publicului-si-pentru-roluri-in-filmele-veronica-si-nea-marin-miliardar-a-murit-la-varsta-de-82-de-ani-1922404405552023041721087435)

și copiii
- Diana Anghel
- Sanda Cealicu
- Valentin Ciortea
- Elena Cochia
- Ina Giurgea
- Alice Grecescu
- Manuela Hărăbor — fetiță de la orfelinat
- Cristian Ilioiu
- Alexandru Istrate
- Adrian Marcu
- Doina Mitițescu
- Ofelia Nalbant
- Gabriela Negreț
- Mădălina Nicolescu
- Matei Opriș
- Ștefana Opriș
- Anca Pleșoianu
- Simona Pop
- Cristian Șerbănescu
- Anelize Strzelbischi
- Adrian Vîlcu — băiețel
- Denise Vlad

## Primire
Filmul a fost vizionat de 3.620.176 de spectatori în cinematografele din România, după cum atestă o situație a numărului de spectatori înregistrat de filmele românești de la data premierei și până la data de 31 decembrie 2014 alcătuită de Centrul Național al Cinematografiei.